# ماكس بشير
ماكس بشير (بالإنجليزية: Max Basheer)‏ (مواليد 1927) هو أسترالي من أصل لبناني وإداري سابق في اتحاد جنوب أستراليا الوطني لكرة القدم. كان له العديد من التحسينات التي قام بها بين 1970 و1990 والتي أدت إلى نشوء مبارتين لجنوب أسترالية من ضمن فعاليات الدوري الأسترالي.

## أصله
ولد عام 1927 لوالدين لبنانيين وبدأ عمله الرياضي عام 1959. هو محامي متميز وشريك في شركات محاماة متميزة. ومن أعماله إارة مجموعة من الفنادق.
من أهم إنجازته ترأس اتحاد جنوب أستراليا الوطني لكرة القدم بين عامي 1067 و 2003 ومن خلالهم، بنى حديقة كرة القدم وانشأ استاد مضاء، وخلق فريقي استراليا الرياضيين.